# Tour de Romandía 1978
La 32.ª edición del Tour de Romandía se disputó del 2 de mayo al 7 de mayo de 1978 con un recorrido de 789,9 km dividido en un prólogo inicial y 6 etapas, con inicio en Ginebra, y final en Thyon.
El vencedor fue el holandés Johan Van Der Velde, cubriendo la prueba a una velocidad media de 33,7 km/h.

## Etapas[1]
| Etapa   | Recorrido         | Km    | Ganador             |
| Prólogo | Ginebra           | 0,8   | Bruno Wolfer        |
| 1.ª     | Ginebra-Yverdon   | 179,2 | Johan van der Velde |
| 2.ªa    | Yverdon-Morat     | 92,3  | Pierino Gavazzi     |
| 2.ªb    | Lugnorre          | 23,6  | Daniel Gisiger      |
| 3.ª     | Morat-Delémont    | 171,5 | Francis Campaner    |
| 4.ª     | Delémont-Montreux | 194,6 | Roger Legeay        |
| 5.ª     | Montreux-Thyon    | 127,9 | Johan van der Velde |

## Clasificaciones
Así quedaron los diez primeros de la clasificación general de la segunda edición del Tour de Romandía
| \| 1. \| Johan van der Velde \| Países Bajos \| 21h 11'50" \| \| \| 2. \| Hennie Kuiper \| Países Bajos \| + 2'08" \| \| \| 3. \| Johan De Muynck \| Bélgica \| + 2'22" \| \| \| 4. \| Mariano Martinez \| Francia \| + 2'55" \| \| \| 5. \| Fausto Bertoglio \| Italia \| + m.t. \| \| \| 6. \| Godi Schmutz \| Suiza \| + 3'16" \| \| \| 7. \| Michel Laurent \| Francia \| + 3'44" \| \| \| 8. \| Pierre-Raymond Villemiane \| Francia \| + 4'06" \| \| \| 9. \| Yves Hézard \| Francia \| + 4'14" \| \| \| 10. \| Bruno Wolfer \| Suiza \| + 5'22" \| \| |                           |              |            |  |
| 1. | Johan van der Velde       | Países Bajos | 21h 11'50" |  |
| 2. | Hennie Kuiper             | Países Bajos | + 2'08"    |  |
| 3. | Johan De Muynck           | Bélgica      | + 2'22"    |  |
| 4. | Mariano Martinez          | Francia      | + 2'55"    |  |
| 5. | Fausto Bertoglio          | Italia       | + m.t.     |  |
| 6. | Godi Schmutz              | Suiza        | + 3'16"    |  |
| 7. | Michel Laurent            | Francia      | + 3'44"    |  |
| 8. | Pierre-Raymond Villemiane | Francia      | + 4'06"    |  |
| 9. | Yves Hézard               | Francia      | + 4'14"    |  |
| 10. | Bruno Wolfer              | Suiza        | + 5'22"    |  |